# La química de l'amor
La química de l'amor (títol original en anglès, The Female Brain) és una pel·lícula de comèdia estatunidenca del 2017 dirigida per Whitney Cummings i escrita per Neal Brennan i la mateixa Cummings. Es basa en el llibre de 2006 The Female Brain de Louann Brizendine. La pel·lícula és protagonitzada per Cummings, Sofía Vergara, Toby Kebbell, James Marsden, Deon Cole, Lucy Punch, Beanie Feldstein i Cecily Strong. S'ha doblat al valencià per a À Punt, i s'ha subtitulat al català oriental.
Es va estrenar al Festival de Cinema de Los Angeles el 17 de juny de 2017. Es va estrenar als cinemes el 9 de febrer de 2018 a càrrec d'IFC Films.

## Repartiment
- Whitney Cummings com a Julia Brizendine
- Sofia Vergara com a Lisa
- Toby Kebbell com a Kevin
- James Marsden com a Adam Simmons
- Lucy Punch com a Lexi Mercer
- Beanie Feldstein com a Abby
- Cecily Strong com a Zoe
- Blake Griffin com a Greg
- Deon Cole com a Steven
- Marlo Thomas com a Lynne Brizendine
- Jane Seymour com a Cheryl Mercer
- Will Sasso com a Dennis